# Odenwälder Frühstückskäse

„Handkäs mit Musik“

Der Odenwälder Frühstückskäse ist ein Weichkäse mit Rotkultur aus pasteurisierter Kuhmilch, der im hessischen Odenwald produziert wird. Während diese Käseart früher noch von mehreren Molkereien im Odenwald hergestellt wurde, ist heute nur mehr die Molkerei Hüttenthal in Mossautal verblieben, deren traditionelles Absatzgebiet sich auf den Umkreis von ca. 80 km beschränkt.
Die Bezeichnung „Odenwälder Frühstückskäse“ ist eine geschützte geographische Herkunftsbezeichnung nach § 8 Käseverordnung und seit 25. November 1997 außerdem als geschützte Ursprungsbezeichnung (g. U.) nach europäischem Recht eingetragen. Sie darf nur für Produkte verwendet werden, die im Odenwaldkreis oder im Landkreis Bergstraße hergestellt wurden, und auch die verarbeitete Milch muss aus diesem Gebiet stammen. Der geschützte Name rührt von der früheren Tradition, nach der der Käse nach dem morgendlichen Melken zur Frühstücksvesper verzehrt wurde.

## Beschreibung
Odenwälder Frühstückskäse ist ein Weichkäse (Trockenmassegehalt 31–42 %). Die Laibe sind klein und zylindrisch mit einem Herstellungsgewicht von 100 g. Sie haben keine Rinde, sondern eine geschmeidige Haut mit bräunlich-gelber Schmiere; der Teig ist elfenbeinfarben bis gelblich, geschmeidig und geschlossen mit vereinzelter Bruchlochung. Der Käse riecht würzig bis pikant, der Geschmack wird als kräftig beschrieben.
Der Käse wird mindestens in der Viertelfettstufe – mindestens 10 % Fett i. Tr. – hergestellt. Die Produktspezifikation sieht darüber hinaus auch eine Variante mit 45 % Fett i. Tr. vor, die als „Fettstufe“ bezeichnet wird (tatsächlich ist ab 45 % Fett i. Tr. die Bezeichnung Vollfettstufe einschlägig), der Hersteller bietet diese aber offenbar nicht an.

## Herstellung
Die Milch wird zunächst entrahmt, pasteurisiert und bei 34 °C durch Zugabe von Säuerungskulturen auf 7,5 °SH vorgereift. Dann wird sie mit natürlichem Kälberlab ca. 60 Minuten lang dickgelegt und anschließend mit der Käseharfe in 1,5–2 cm große Würfel geschnitten, mehrfach gerührt und schließlich von Hand in vorgewärmte Formen ausgeschöpft. In den Formen wird der Käse mehrfach gewendet und schließlich, nach ausreichendem Ablaufen der Molke, das ca. 6 Stunden dauern soll, durch zweistündiges Einlegen in ein 20-prozentiges Salzbad bei 18 °C gesalzen. Vor dem Schmieren und der eigentlichen Reifung der Käse erfolgt nun eine Vorreifung bei relativ hoher Temperatur (20 °C), während derer sich auf der Oberfläche Hefen bilden und den Käse entsäuern. Die eigentliche Reifung dauert 14 Tage bei 14 °C und hoher Luftfeuchtigkeit (90 %); währenddessen wird der Käse vier- bis fünfmal mit Rotschmierekulturen geschmiert und gewendet.
Nach der traditionellen Herstellungsweise, bei welcher der Käse mit der Hand geformt wird, ist für Odenwälder Frühstückskäse auch die Bezeichnung „Handkäse“ üblich; es handelt sich um den ungewöhnlichen Fall eines Handkäses, der mit Lab dickgelegt wird – meistens versteht man unter diesem Begriff sonst Sauermilchkäse.